# Kullorsuaq
Kullorsuaq (Kuvdlorssuaĸ avant 1973, anciennement Djævlens Tommelfinger en danois) est un village groenlandais, situé dans la municipalité d'Avannaata près d'Upernavik au nord-ouest du Groenland dans la baie de Melville. La population était de 446 habitants en 2009.

## Histoire
L'archipel Upernavik où se situe Kullorsuaq a été parmi les premières zones habitées du Groenland. Les premiers migrants sont arrivés il y a environ 4000 ans.

## Transport

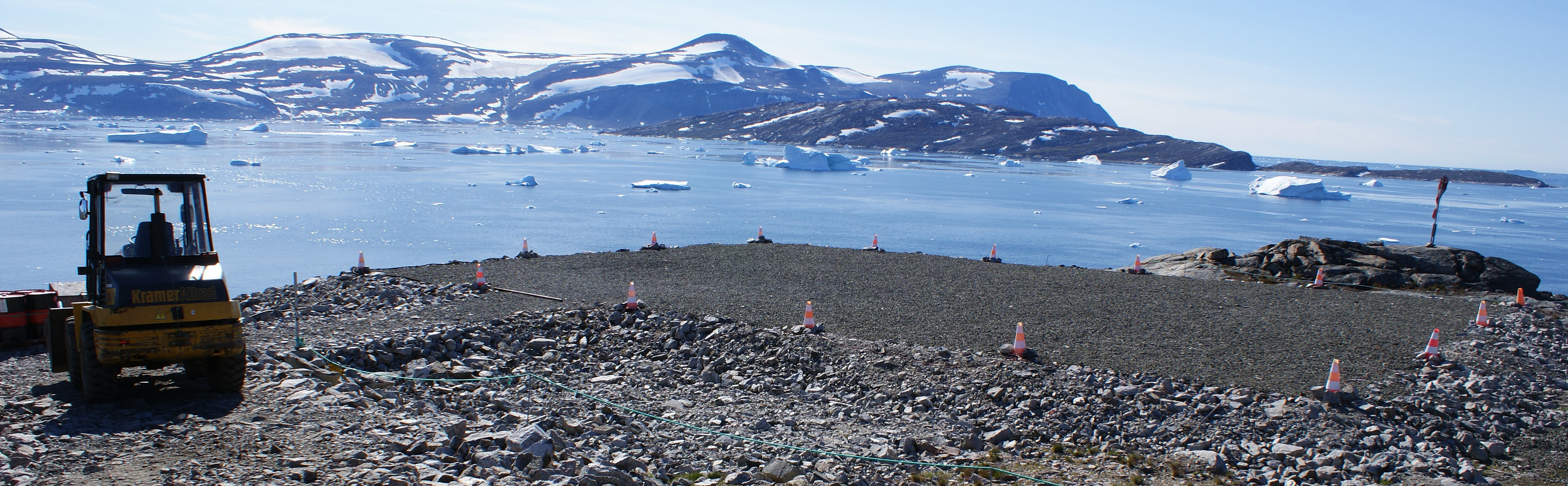
Kullorsuaq Heliport

## Culture
Le film Le Voyage au Groenland, réalisé par Sébastien Betbeder et sorti en 2016, se déroule principalement à Kullorsuaq.